# Henryk Dąbrowski (architekt)
Henryk Dąbrowski (ur. 15 lutego 1927 w Pieńkach Kapturskich, zm. 5 grudnia 2006 tamże) – polski architekt, malarz, grafik, prof. dr. inż. Politechniki Warszawskiej.

## Życiorys
Jego ojciec był architektem, uczniem i asystentem Jana Koszczyc Witkiewicza. Podczas II wojny światowej uczęszczał do Szkoły Handlowej Zgromadzenia Kupców, która był zakonspirowanym liceum ogólnokształcącym. Po 1945 wstąpił na Politechnikę Warszawską, gdzie studiował na Wydziale Architektury. Jego profesorami byli m.in. Zygmunt Kamiński, Lech Niemojewski, Jan Zachwatowicz i Bohdan Lachert. Po ukończeniu studiów pracował w zespole projektującym powojenny warszawski Muranów i pierwszą linię metra w Warszawie. Razem z Janem Szymańskim zaprojektowali pawilon na Międzynarodowe Targi Poznańskie zorganizowane w 1954 z okazji X-lecia PRL. Kolejnym projektem był wyróżniony pawilon Polski na targach w Brukseli. Przez wiele lat był związany z Kazimierzem Dolnym, skąd pochodziła jego matka. Razem z żoną Reginą Dąbrowską tworzył projekty odbudowywanych kamienic i spichrzy. Przez wiele lat pełnił funkcję kierownika Zakładu Rysunku, Malarstwa i Rzeźby na Politechnice Warszawskiej, był współtwórcą Warszawskiej Szkoły Rysunku.
Był autorem medalu Politechniki Warszawskiej oraz pomysłodawcą dyplomu, który jest wręczany na Politechnice Warszawskiej osobistościom, które otrzymują tytuł honoris causa. Był organizatorem plenerów malarskich, które odbywały się m.in. w Tykocinie, Białowieży i Supraślu. W 1993 otrzymał tytuł profesora. Od 1962 wystawiał swoje prace, które obecnie znajdują się w kolekcjach muzealnych i prywatnych.
Zmarł 5 grudnia 2006 i spoczywa na cmentarzu Bródnowskim w Warszawie (kw. 28G-III-24).

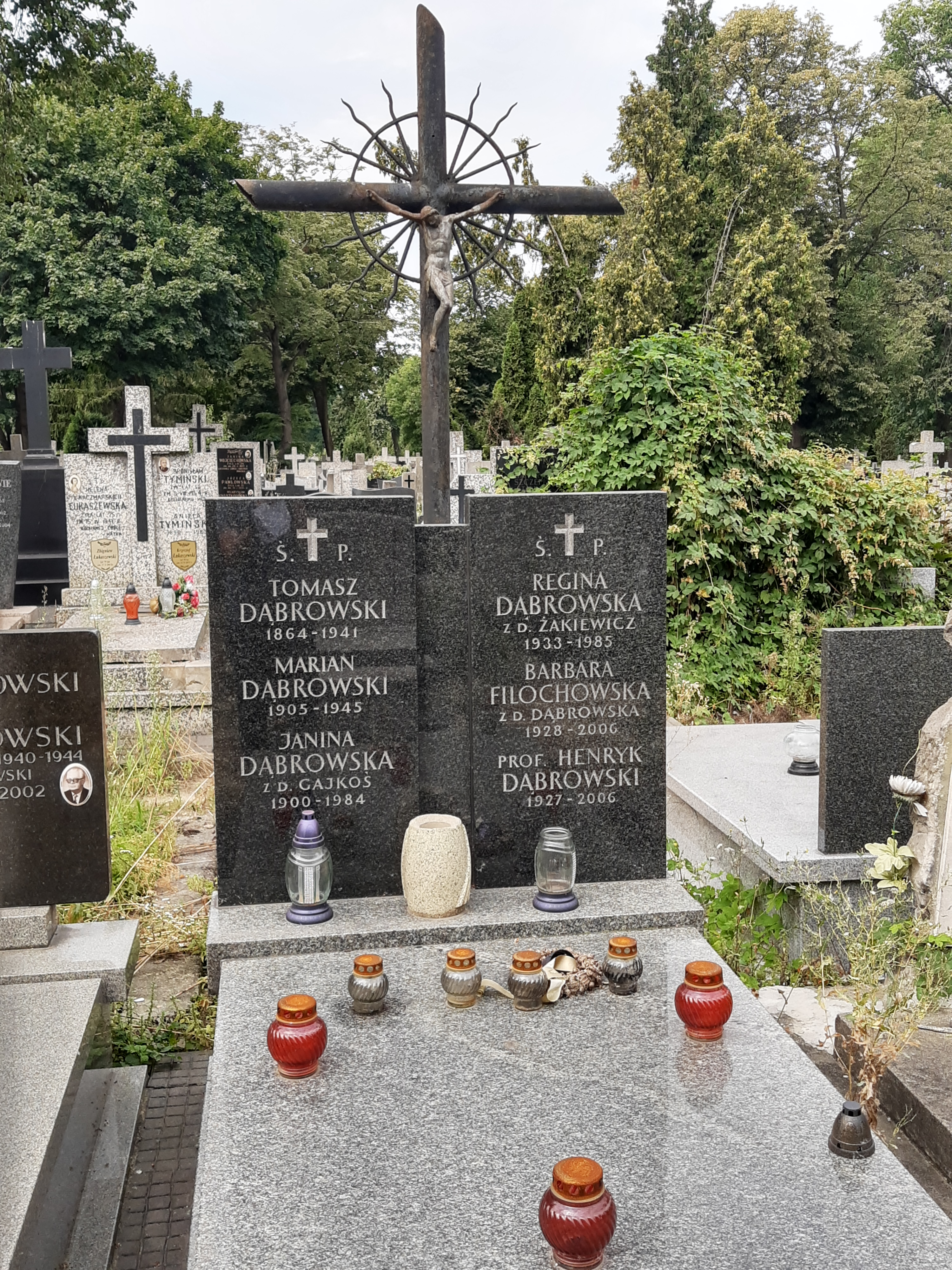
Grób prof. Henryka Dąbrowskiego